# Teaterbiografen

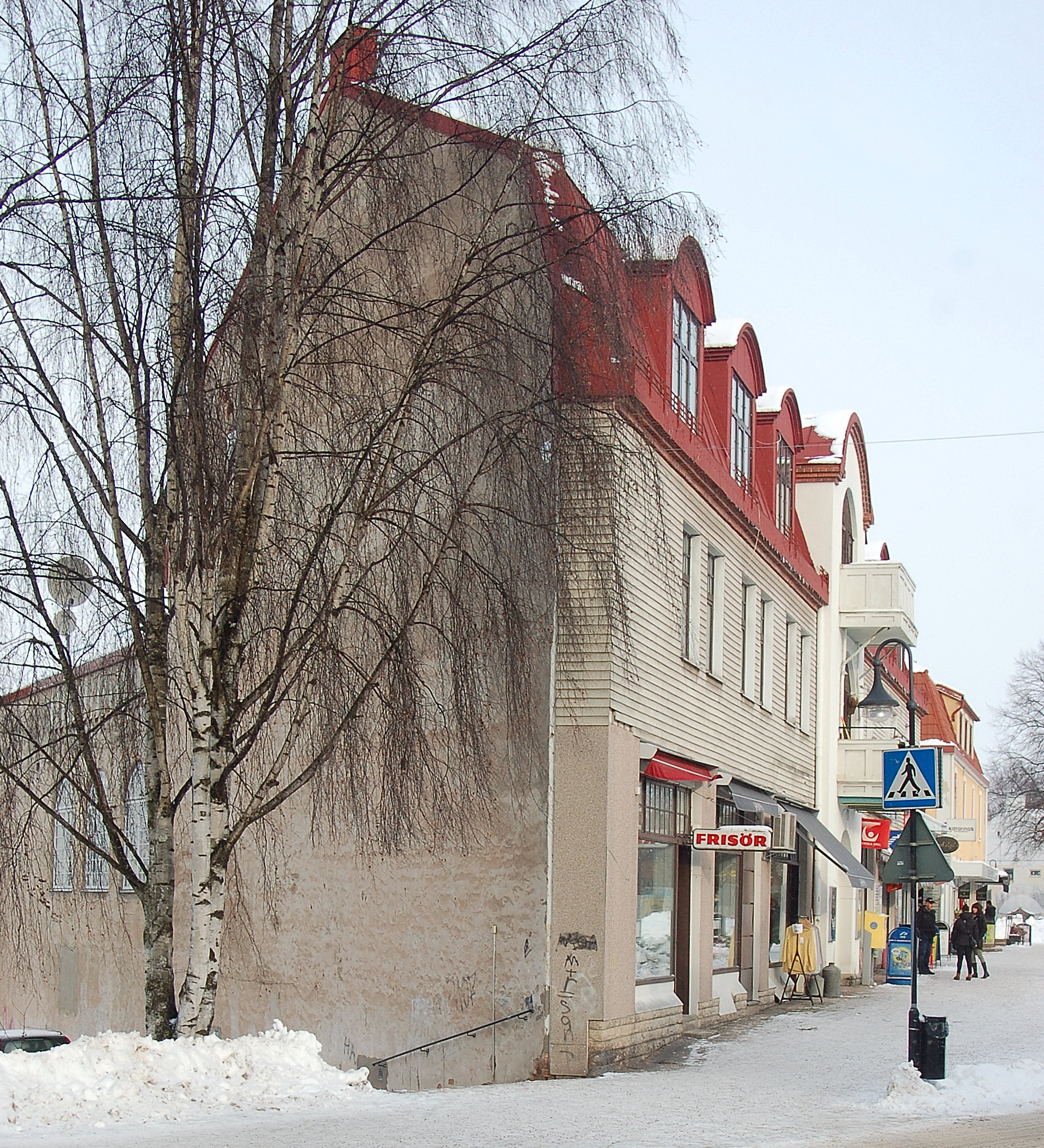
Gavelsida av Teaterbiografen

Teaterbiografen i Sunne invigdes den 9 december 1915. Den är en av Sveriges äldsta teaterbiografer som fortfarande är i drift.
Idag drivs Teaterbiografen av Sunne Musik- och Revyförening.
Teaterhuset byggdes 1914 av byggmästare Manne Östlund. Andra våningen på huset byggdes 1923. Ytterligare en ombyggnad skedde 1925 då fastigheten fick sitt nuvarande utseende. Manne Östlund hade kommit hem från Afrika där han hade byggt järnvägar, och med sig hade han ett antal kranier som han placerade i foajén som dekoration. Angående målningarna på väggarna i salongen så lär de ha gjorts av en fransman omkring år 1935.
Teaterbiografen var då den byggdes, både teater och biograf. Vid teaterföreställningar satt alltid en polis eller fjärdingsman längst bak i salongen. Detta för att lugna ner publiken om den blev för livlig.
Före 1920 och på 20-talet var de resande tatersällskapen ofta gäster på Teaterbion. H Rydings, Karin Swanströms och Gösta Ekman d. ä.s teatersällskap var de mest kända. I dessa ingick aktörer som sedan skulle bli folkkära skådespelare; Thor Modéen John Botvid, Sigurd Wallén, Gustaf Lövås (Sjökvist i Åsa Nissefilmerna) Edvin Adolphson för att nämna några. De resande teatersällskapen slutade turnera i och med starten av statligt subventionerade Riksteatern 1934.